# 마르베야 FC
마르베야 푸트볼 클루브(스페인어: Marbella Fútbol Club)는 안달루시아 지방 말라가 주 마르베야에 위치한 마르베야 시립 경기장을 연고로 하는 스페인의 축구 클럽이다.

## 역사
마르베야는 1997년에 당시 아틀레티코 마드리드의 회장이었던 헤수스 힐이 소유했던 아틀레티코 마르베야(Club Atlético Marbella)가 해체된 직후에 창단하였다. 창단 직후 곧바로 5부 리그인 지역 리그에서 시작하여 한 시즌만에 테르세라 디비시온으로 승격하였다. 이후 테르세라 디비시온에서 5시즌을 보내고 2002-03 시즌에 승격 플레이오프에 진출하여 조 1위를 기록하면서 3부 리그인 세군다 디비시온 B로 승격하였다.
2007년 9월, 국제 스포츠, 레저, 여행사인 HI 그룹의 이안 래드포드와 웨인 엘리엇이 마르베야 구단을 인수했다. 2008-09 시즌에는 처음으로 승격 플레이오프에 진출하여 세군다 디비시온으로의 승격 기회를 얻었지만 로르카 데포르티바에 합계 1-2로 패배하며 탈락하였고, 곧바로 다음 시즌에 19위로 강등되었다.
2013년 6월 28일에는 러시아인 구단주였던 알렉산드르 그린베르크에 의해 해외 팬층을 늘리기 위한 목적으로 구단명을 마르베야 FC(Marbella Fútbol Club)로 변경하였다. 구단명을 변경하고 그 시즌에 정규 시즌을 2위로 마치며 승격 플레이오프에 진출하여 연장전 끝에 엘덴세를 합계 3-2로 누르고 4시즌만에 다시 3부 리그로 승격하였다. 승격 후에 2017-18 시즌에 승격 플레이오프에 진출하였으나 셀타 비고 B에 승부차기로 패배하며 탈락했다.
2018년 11월에 구단주였던 그린베르크가 구단을 중국인 투자가였던 자오 젠에게 판매하였다. 2019-20 시즌에는 다시 승격 플레이오프에 올랐으나 페냐 데포르티바에 0-2로 지며 1라운드에서 탈락했다. 그 다음 시즌에는 스페인 축구 리그 시스템 개편 예정에 따라 진행된 리그 방식으로 인해 정규 리그에서 9위를 기록하며 강등 그룹에 떨어졌고, 4위로 마치며 5부 리그인 테르세라 페데라시온으로 강등되었다.
5부 리그에서는 첫 시즌에 3위로 승격 플레이오프에 올랐으나 알메리아 B팀에 지며 지역 예선 1차전에서 탈락했고 다음 시즌인 2022-23 시즌에 조 1위를 기록하면서 승격하였다.

## 시즌별 성적
- UD 마르베야

| 시즌      | 단계 | 리그      | 순위 | 코파 델 레이 |
| --------- | ---- | --------- | ---- | ------------ |
| 1997–98   | 5    | 지역 리그 | 1위  |              |
| 1998–99   | 4    | 3ª        | 6위  |              |
| 1999–2000 | 4    | 3ª        | 8위  |              |
| 2000–01   | 4    | 3ª        | 1위  |              |
| 2001–02   | 4    | 3ª        | 6위  | 예선         |
| 2002–03   | 4    | 3ª        | 2위  |              |
| 2003–04   | 3    | 2ªB       | 15위 |              |
| 2004–05   | 3    | 2ªB       | 5위  |              |

| 시즌    | 단계 | 리그 | 순위 | 코파 델 레이 |
| ------- | ---- | ---- | ---- | ------------ |
| 2005–06 | 3    | 2ªB  | 12위 | 예선         |
| 2006–07 | 3    | 2ªB  | 7위  |              |
| 2007–08 | 3    | 2ªB  | 15위 |              |
| 2008–09 | 3    | 2ªB  | 4위  |              |
| 2009–10 | 3    | 2ªB  | 19위 | 32강         |
| 2010–11 | 4    | 3ª   | 10위 |              |
| 2011–12 | 4    | 3ª   | 3위  |              |
| 2012–13 | 4    | 3ª   | 11위 |              |

- 마르베야 FC

| 시즌    | 단계 | 리그    | 순위      | 코파 델 레이 |
| ------- | ---- | ------- | --------- | ------------ |
| 2013–14 | 4    | 3ª      | 1위       |              |
| 2014–15 | 3    | 2ªB     | 10위      | 1라운드      |
| 2015–16 | 3    | 2ªB     | 14위      |              |
| 2016–17 | 3    | 2ªB     | 7위       |              |
| 2017–18 | 3    | 2ªB     | 2위       | 2라운드      |
| 2018–19 | 3    | 2ªB     | 7위       | 1라운드      |
| 2019–20 | 3    | 2ªB     | 2위       | 2라운드      |
| 2020–21 | 3    | 2ªB     | 9위 / 4위 | 2라운드      |
| 2021–22 | 5    | 3ª RFEF | 3위       |              |
| 2022-23 | 5    | 3ª Fed. | 1위       |              |
| 2023-23 | 4    | 2ª Fed. | 3위       |              |

- 13 시즌 세군다 디비시온 B
- 1 시즌 세군다 페데라시온
- 9 시즌 테르세라 디비시온
- 2 시즌 테르세라 페데라시온

## 수상
- 테르세라 페데라시온: 2001–02, 2013–14
- 테르세라 페데라시온: 2022–23

## 제휴 구단
아래의 구단은 현재 마르베야 FC와 제휴 계약을 맺은 구단이다:
- 하이데라바드 FC (2020–현재)[8]

## 선수 명단

### 현역
참고: FIFA 자격 규정에 따라 소속된 국가대표팀 국기를 표시합니다. 선수는 복수의 FIFA 비회원국 국적을 가지고 있을 수 있습니다.
| 번호 | 포지션 | 국적 | 이름   |
| ---- | ------ | ---- | ------ |
| 9    | FW     | 중국 | 두웨젱 |

| 번호 | 포지션 | 국적   | 이름                 |
| ---- | ------ | ------ | -------------------- |
| 19   | DF     | 가나   | 어니스트 오헤멩      |
| 22   | DF     | 말리   | 무사 디아라          |
| -    | GK     |        | 다니엘 라이언 솔스키 |
| -    | MF     | 수리남 | 체스론 우스트우드    |